# Євген Віханський
Євген Віханський (чеськ. Evžen Wichanský; 8 серпня 1891, Тернопіль — 8 червня 1972, Прага) — чеський міколог.

## Життєпис
Відомо, що Євген Віханський народився 8 серпня 1891 року на Тернопільщині. Початкову освіту здобув у класичній гімназії містечка Золочів, яке сьогодні знаходиться на кордоні Львівської і Тернопільської областей України. Далі вступив на юридичний факультет Львівського університету, але його студії перервала Перша світова війна. Після повернення з італійського полону продовжив навчання у Карловому Університеті в Празі. Саме там в 1925 році здобув титул доктора юридичних наук і далі працював на керівних позиціях, був референтом з експортних питань. В 1947 році почав відвідувати лекції Чехословацького мікологічного товариства, де його дуже зацікавила мікологія. На лекціях отримав перші знання і навички, які швидко опанував і розширював аж до виходу на пенсію в 1952 році. Відтоді весь вільний час присвятив збиранню та дослідженню грибів. Він належав до найуспішніших і найуважніших грибників, спочатку знахідки досліджував за участю кращих спеціалістів товариства. А вже з 1956 року працював самостійно і опублікував багато наукових праць. На загальних зборах 2-го червня 1969 року в будові ботанічної кафедри Карлового університету (Ботаніцка заграда, Прага 2) йому було присвоєно титул почесного члена Чехословацького наукового товариства мікології.
Євген Віханський помер 8 червня 1972 року, його тіло було спалене в Стражницькому крематорії міста Праги.